# Snooky Young
Eugene Young (Dayton, 3 februari 1919 - Newport Beach, 11 mei 2011) was een Amerikaanse jazzmuzikant (zang, trompet, bugel, saxofoon).

## Biografie
Young speelde al op 5-jarige leeftijd trompet. Hij begon zijn muziekcarrière op 20-jarige leeftijd in Dayton. Daarna werd hij bekend als solotrompettist van de band van Jimmie Lunceford (1939-1942). Later werkte hij met de bands van Lionel Hampton, Gerald Wilson en van 1945 tot 1947 met Count Basie. Tot 1957 leidde hij een eigen band om daarna terug te keren naar Basie, waar hij bleef tot 1962 en daarna werd vervangen door Fortunatus Ricard.
Sinds 1962 was Young studiomuzikant bij NBC, waar hij lid werd van het Tonight Show-orkest. In 1966 behoorde hij tot de mede-oprichters van het Thad Jones/Mel Lewis Orchestra, waarmee hij vervolgens regelmatig optrad. In 1971 speelde hij in de bigband van Charles Mingus (Let My Children Hear Music). In 1972 ging hij met de Tonight Show-band van Doc Severinsen naar Los Angeles. Hij behoorde tot het orkest tot aan de ontbinding in 1992. Young speelde slechts drie albums in als orkestleider, maar werkte mee aan bijna 600 albums als sideman bij Ray Brown, Kenny Burrell, Donald Byrd, Frank Capps Juggernaut, Benny Carter, Jimmy Cheatham, Eddie Lockjaw Davis, Gil Evans, Benny Goodman, Johnny Hodges, Milt Jackson, J.J. Johnson, Hank Jones/Oliver Nelson, Quincy Jones, Carmen McRae, Zoot Sims en Dinah Washington. Op het gebied van de jazz was hij tussen 1939 en 2006 betrokken bij 546 opnamesessies.

## Onderscheidingen
In 2009 kreeg hij de NEA Jazz Masters Fellowship.

## Overlijden
Snooky Young overleed in mei 2011 op 92-jarige leeftijd.

## Discografie
- 1971, 1975: Boys from Dayton met Norris Turney, Booty Wood, Richard Tee, Cornell Dupree, Cliff Smalls, Billy Butler, Al Hall, Mickey Roker
- 1978: Snooky & Marshall's Album met Marshall Royal, Ross Tompkins, Freddie Green, Ray Brown, Louie Bellson, Scatman Crothers
- 1979: Horn of Plenty (Concord Records) met Ross Tompkins, John Collins, Ray Brown, Jake Hanna
- 1981: Word of Mouth met Jaco Pastorius
- ????: In a Mellotone (Contemporary) met Bob Cooper

- Bibliothèque nationale de France: cb139013513 (data)
- Gemeinsame Normdatei: 134562852
- International Standard Name Identifier: 0000 0001 1511 7453
- Library of Congress Control Number: n78054331
- MusicBrainz: 4dc2b668-fd0c-4baa-8211-ff7bbb7eb939
- Nationale Bibliotheek van Tsjechië: ola2002159280
- SNAC: w6r93232
- Système universitaire de documentation: 080880568
- Virtual International Authority File: 84975060
- WorldCat: E39PBJxmDvJtPw3JdpyPKcM3wC